# کینگتون (آرکانزاس)
کینگتون (به انگلیسی: Kingtown) یک منطقهٔ مسکونی در ایالات متحده آمریکا است که در شهرستان آرکانزاس، آرکانزاس واقع شده است. کینگتون ۵۴٫۸۶ متر بالاتر از سطح دریا قرار دارد.